# (2720) Pyotr Pervyj
(2720) Pyotr Pervyj (1972 RV3; 1965 UN1) ist ein ungefähr neun Kilometer großer Asteroid des inneren Hauptgürtels, der am 6. September 1972 von der ukrainischen (damals: Sowjetunion) Astronomin Ljudmyla Schurawlowa am Krim-Observatorium (Zweigstelle Nautschnyj) auf der Halbinsel Krim (IAU-Code 095) entdeckt wurde.

## Benennung
(2720) Pyotr Pervyj wurde nach Peter I., der als Peter der Große (1672–1725) bekannt ist und von 1682 bis 1725 Zar (Herrscher von Russland) des Zarentums Russland sowie des Russischen Kaiserreichs war.